# 日成控股
日成控股有限公司，簡稱日成控股（英語：Yat Sing Holdings Limited，港交所：3708），在1960年，由當時股東何德輝、黃富力及黎祥於香港（總部）成立「成發建築有限公司」。
1972年，由廖澍基和配偶何鳳珍聯手收購，現時主席為戴劍。
業務在香港經營承建各屋宇樓宇設備等。
股份在2015年1月14日於港交所主板上市。集資額為6450萬港元，招股價為0.6港元，發售股份為279,700,000股。主要用作涉及香港新界葵涌的工業樓宇翻新及由工業用途轉為酒店用途的翻新項目。
在2016年，日成控股賣殼給戴劍。

## 外部連結
- yat-sing.com.hk